# British Rail 378 sorozat

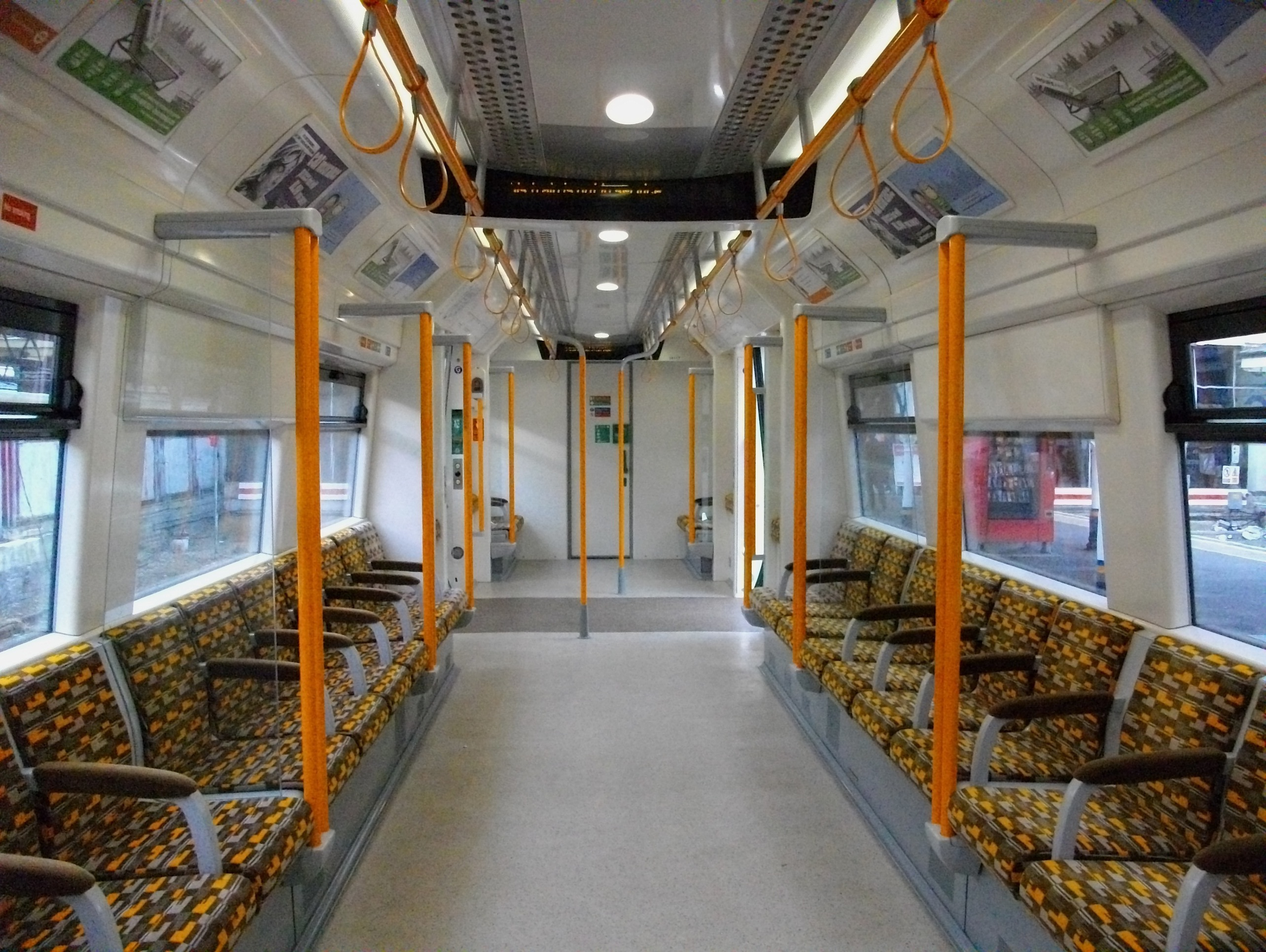
Utastér

A British Rail 378 sorozat egy angol  villamosmotorvonat-sorozat. A London Overground üzemelteti. Összesen 188 db készült belőle.

## Története
2008-ban a londoni közlekedési társaság átvette pár vasútvonal üzemeltetését, és megalapította a London Overground hálózatot. Ez a budapesti HÉV-hez hasonlító rendszer. Az új szolgáltatáshoz új szerelvényeket is vásároltak. Az új vonatok a Bombardier Transportation által gyártott Class 378-as lettek.
A szerelvények nem teljesen új fejlesztések, Bombarider Electrostar családjához tartoznak. British Rail 376 alatt a Southern társaság már üzemeltet hasonló járműveket. A Class 378 Capitalstar az előbbitől annyiban különbözik, hogy a nagyvasúton használatos kiemelkedő és szétnyíló ajtók helyett a metróról ismert közvetlenül nyíló ajtókat kapott. Ezenkívül természetesen más a belső berendezés, székek az ablak alatt oldalt találhatók. Mindezek a módosítások a metrószerű fogalom igényeihez igazodnak. A Transport for London első lépésben 152 kocsit rendelt 223 millió font (67 milliárd forint) összegben, majd ezt toldotta meg újabb 36 kocsira való rendeléssel. A nullás alsorozat tagjai kétáramneműek. Képesek harmadik sínről 750 V egyenáramról és felsővezetékről 25 kV 50 Hz váltakozó áramról üzemelni. A Richmond-Stratford vonalon Acton Central állomáson van a csere a két áramrendszer között.
A szerelvények szállítása sokat csúszott Bombardier túlvállalásaira és alkatrész hiányokra visszavezetően, így január helyett csak 2009 júliusában állhatott az első szerelvény. A vonatok 4 kocsis fix egységben üzemelnek, kocsik között teljes az átjárás. Minden szerelvényben van légkondicionálás, zártláncú TV, aminek része a visszapillantó tükrök helyetti kamerarendszer is, szokásos utas-tájékoztatás, London Overground vonatbefolyásoló rendszere.